# 둔촌 이집 묘역
둔촌 이집 묘역(遁村 李集 墓域)은 대한민국 경기도 성남시 중원구 하대원동에 있는 이집(李集)의 무덤이다. 1993년 8월 2일 성남시의 향토유적 제2호로 지정되었고, 2008년 5월 26일 경기도의 기념물 제219호로 승격되었다.

## 개요
이집(李集, 1327~1387)은 고려 후기의 문신으로 본관은 광주(廣州), 초명은 원령(元齡), 자는 성노(成老), 호연(浩然), 호는 묵암자(墨岩子), 둔촌(遁村)이다. 이당(李唐)의 아들로 정몽주(鄭夢周), 이색(李穡), 이숭인(李崇仁) 등과 교유했다. 1347(충목왕 3)년 과거에 급제하였고, 1368(공민왕 17)년 신돈의 비행을 비판하고 장차 화가 미칠 것을 예견해 아버지를 업고 도망하여 영천(永川)에서 은거하였다. 1371(공민왕 20)년 신돈이 역모로 주살된 후, 옛집인 송경(松京)의 수양산(龍首山) 아래 현화리(玄化里)에 돌아왔다. 이어 판전교시사(判典校寺事)에 임명되었으나, 곧 사직하고 여주 천령현(川寧縣)에서 독서와 농경으로 세월을 보냈다. 이때 시편신립(詩篇新粒)에 대한 질문서를 보내 당시의 문사(文士)들을 경탄케 하였다. 1669(현종 10)년에 건립한 광주(강동구 암사동)의 구암서원(龜岩書院)에 제향되었으며, 유고로 『둔촌유고(遁村遺稿)』가 있다.
둔촌 이집 묘역은 부인 정화택주 영주황씨와의 원형 합장묘이다. 용미와 활개를 갖춘 봉분의 높이는 1.8m, 지름은 6.6m이다. 석물로는 봉분 중앙에 혼유석, 상석, 사각 향로석, 장명등이 있고, 상석 좌우에 소형 망주석, 문인석 한 쌍 외에 차양석 네 개와 이단의 계체석 및 봉분 좌우측 신구 묘표가 각 1기씩 서향하고 있다.
이 중 묘표는 백색 화강암제의 비좌와 비신 월두형이다. 비신 전후 두 면의 비문은 11대손 이휴징(李休徵, 1607~1677)이 지었다. 장명등에는 화창공과 사모 지붕에 연봉 장식이 있다. 망주석은 사각으로 높이 150cm 내의 소형이다. 문인석은 복두(幞頭)로 홀(笏)을 마주 잡은 두 손은 관복 속에 넣고 있으며, 관복은 길게 발목까지 늘어뜨리고 있다. 또 근래에 마련한 두 단의 계체석은 상하단 거리가 380cm이며, 하단 계체석에는 3단의 계단 시설을 마련하였다. 비신의 비문은 전후 두 면에 있으며, 앞면에 세로 두 줄로 '遁村先生李公諱集之墓(둔촌선생이공휘집지묘) 貞和宅主郢州黃氏祔葬(정화택주영주황씨부장)'의 비문이 새겨져 있다. 뒷면의 비문은 표면이 떨어져 나가고 마모로 인해 알아보기 힘든 상태이다. 비문은 11대손 이휴징(李休徵)이 지었다. 비의 규모는 총 높이 168cm로 비좌는 높이 26cm, 너비 97cm, 두께 62cm, 비신은 높이 142cm, 너비 위 60.5cm, 아래 53cm, 두께 19cm이다.

## 지정 사유
이집은 광주이씨의 중시조로 역사적으로 중요한 인물일 뿐만 아니라 묘역도 원형을 비교적 잘 유지하고 있다.
석물의 에술적 가치가 있는 이윤덕묘, 추모재, 재실을 보호구역으로 포함한다.

## 같이 보기
- 이집
- 광주 이씨 묘역 - 성남시 향토문화재 제7호
- 둔촌대로 - 도로명 명명 관련 내용

## 참고 자료
- 둔촌 이집 묘역 - 국가유산청 국가유산포털